# 鄢翼明
鄢翼明（？—？），遼陽人，隸漢軍鑲白旗。清朝政治人物。
順治十二年（1655年）乙未科第三甲第二百八十名同進士出身。後出任湖南辰州府知府，順治十八年（1661年）主持重修沅陵縣城。康熙二十年（1681年）以禮部郎中外授福建汀州府知府。個性仁慈，聽訊判斷訴訟時，簡短幾句話就能立刻作出判決，監獄一空。當時府學宮傾圮，鄢翼明率幕僚屬官與地方紳士將其修復。康熙三十三年（1694年）離任。卒後崇祀汀州名宦祠。

## 著作
- 康熙五年（1666年）纂修《辰州府志》八卷